# Raúl Ferreira
Raúl Ferreira de Riba d'Ave, 1.º Conde de Riba d'Ave GOM • OESSH • ComC (Riba de Ave, 14 de março de 1895 – Riba de Ave, 4 de março de 1974) foi um importante empresário e filantropo português, tal como o seu pai, Narciso Ferreira, e o seu irmão mais velho, Delfim Ferreira.

## Biografia
Nasceu em 14 de março de 1895, em Riba de Ave.
Em 1915, casou-se com Maria da Glória Gomes Ribeiro, que em 1947 recebeu o título de Condessa de Riba d'Ave. Dessa união nasceu um filho, Raúl.
Realizou os seus estudos no Colégio de Santa Maria, no Porto. Tornou-se sócio das empresas da família e fundou outras, como a Raúl Ferreira, Lda. e a Fábrica de Fiação e Tecidos de Braga, Lda.
Destacou-se como grande benemérito de Riba de Ave, participando na fundação do Hospital de Riba de Ave ao lado do seu pai. Posteriormente, contribuiu para a construção da Igreja Paroquial e outras obras promovidas pela Fundação Narciso Ferreira, em conjunto com os seus irmãos.
Doou duas quintas em São Mateus (Oliveira) para a edificação do bairro social — Centro Residencial do Quinteiro, inaugurado em 23 de junho de 1969. Em reconhecimento por sua ação filantrópica, o governo de Portugal concedeu-lhe, na mesma ocasião, o grau de Comendador da Ordem de Cristo.
A 15 de agosto de 1947, o Papa Pio XII concedeu-lhe o título de Conde de Riba d'Ave, posteriormente autorizado oficialmente pelo Governo de Portugal. No dia 30 de junho de 1950, foi agraciado com o grau de Grande-Oficial da Ordem de Benemerência. Em 18 de janeiro de 1952, recebeu a Comenda Equestre do Santo Sepulcro de Jerusalém, e em 12 de maio de 1956, a Grã-Cruz da mesma Ordem.
Está sepultado no cemitério de Riba de Ave.

## Homenagens
- Busto em São Mateus (Oliveira), inaugurado em 1987.[6]
- Centenário do seu nascimento (1995) assinalado pela Fundação Narciso Ferreira.[7]
- Busto na Santa Casa da Misericórdia de Riba de Ave, inaugurado em 2005.[8]